# Tchouroutt
Tchouroutt (auch: Tchourout) ist ein Dorf in der Landgemeinde Malbaza in Niger.

## Geographie
Das von einem traditionellen Ortsvorsteher (chef traditionnel) geleitete Dorf liegt rund 22 Kilometer nördlich von Malbaza, dem Hauptort der gleichnamigen Landgemeinde, die zum Departement Malbaza in der Region Tahoua gehört. Zu den größeren Dörfern in der Umgebung von Tchouroutt zählt das etwa sieben Kilometer weiter westlich gelegene Dabnou.

## Bevölkerung
Bei der Volkszählung 2012 hatte Tchouroutt 6470 Einwohner, die in 990 Haushalten lebten. Bei der Volkszählung 2001 betrug die Einwohnerzahl 2227 in 375 Haushalten und bei der Volkszählung 1988 belief sich die Einwohnerzahl auf 1882 in 319 Haushalten.
In Tchouroutt wird die Sprache Hausa gesprochen.

## Wirtschaft und Infrastruktur
Im Dorf wird ein Wochenmarkt abgehalten. Der Markttag ist Montag. Mit einem Centre de Santé Intégré (CSI) ist ein Gesundheitszentrum im Ort vorhanden. Es gibt eine Schule.